# Vladas Jurgutis

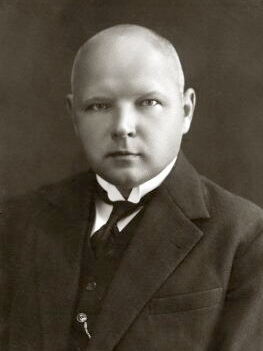
Vladas Jurgutis

Vladas Jurgutis (* 5. November 1885 in Joskaudai, Gebiet Palanga, Gouvernement Kurland, Russisches Kaiserreich; † 9. Januar 1966 in Vilnius) war ein litauischer katholischer Geistlicher und Politiker.

## Leben
1902 absolvierte er das Progymnasium Palanga, 1906 das Studium am Priesterseminar Kaunas, 1910 das Theologie-Magisterstudium an der Geistlichen Akademie Petersburg. Von 1910 bis 1913 studierte er Wirtschaft an der Universität München. Ab 1918 war er Präfekt am Priesterseminar Kaunas und von 1918 bis 1922 Professor.
In der 7. Regierung Litauens, geleitet von Ernestas Galvanauskas, war Jurgutis 1922 Außenminister Litauens und Mitglied des Seimas. Von 1922 bis 1929 war er Leiter der Lietuvos Bankas. Ab 1925 lehrte er an der Universität Litauens. 1943  wurde Jurgutis zusammen mit den anderen 46 Intellektuellen aus Litauen wegen Kritik an der deutschen Politik in das KZ Stutthof gebracht. 1945 kehrte er nach Litauen zurück. Ab 1940 lehrte Jurgutis an der Fakultät für Wirtschaft der Universität Vilnius und war deren Dekan.

## Bibliografie
- Finansų ir mokslo pagrindai, 1938 m.
- Pinigai, 1938 m.
- Bankai, 1940 m.